# Apolonski asteroidi
Apolonski asteroidi, skupina Apollo ili Apoloni je skupina asteroida ili planetoida (Ikar; Itokawa; Sizif) kojima se periheli nalaze unutar Zemljine putanje, a afeli u glavnom planetoidnom pojasu (asteroidni pojas). Neki prilaze vrlo blizu Zemlji, pa je moguće da uđu u njezinu atmosferu ili padnu na površinu. Smatra se da u Sunčevu sustavu postoji između 500 i 1000 Apolona s promjerom većim od 1 kilometar.
Neki od Apolona prilaze vrlo blizu Zemlje, i predstavljaju moguću opasnost za nas. Tako se pretpostavlja da je 15. veljače 2013. jedan od Apolona eksplodirao (Pad meteorita nad Uralom 2013.) iznad grada Čeljabinska (glavni grad Čeljabinske oblasti, na rijeci Mias i istočnim obroncima Južnog Urala, Rusija), ranivši tako oko tisuću ljudi, pogotovo od slomljenog stakla s prozora. Masa asteroida procjenjuje se na oko 11 000 tona, a promjer na 17 do 20 metara. Čeljabinski meteor je vjerojatno najveće tijelo koje je pogodilo Zemlju nakon Tungunske eksplozije 1908., i jedini je meteor za koji je poznato da je ozljedio ovako veliki broj ljudi.
Do veljače 2014. otkrito je 5 766 Apolona, od kojih je 832 označeno nazivom. Zemlji bliski asteroidi se označuju tek onda kada su viđeni na dvije ili više opozicija.
Podvrsta apolonskih asteroida su Arjunski asteroidi.

## Apolon
Apolon (1862 Apollo) je planetoid koji je 24. travnja 1932. otkrio njemački astronom Karl Wilhelm Reinmuth. Po izduženoj putanji (perihel 0.647 astronomskih jedinica, afel 2.294 AJ) obilazi Sunce za 1.78 godina. Promjer mu je oko 1.7 km. Prvi je planetoid kojemu je utvrđena putanja što presijeca putanju Zemlje, pa su po njemu planetoidi slična gibanja nazvani Apolonima. Oko njega na udaljenosti od 3 km kruži satelit promjera 80 metara, otkriven 2005. Opaža se samo u Zemljinoj blizini. Nazvan je po Apolonu, grčkom bogu Sunca i svjetlosti.

## Ikar
Ikar (1566 Icarus) je planetoid koji pripada skupini Apolona; otkrio ga je Walter Baade 27. srpnja 1949. Po izduženoj putanji (perihel 0.186 AJ, afel 1.969 AJ) nagnutoj na ekliptiku (inklinacija 22.83°) obilazi Sunce za 408.76 dana. Promjer mu je oko 1.4 km. Nazvan je po Ikaru, letaču iz grčke mitologije koji se previše približio Suncu.

## Itokawa
Itokawa (25143 Itokawa) je prvi planetoid s kojega su na Zemlju doneseni uzorci zahvaljujući misiji japanske svemirske letjelice Hayabusa. Otkriven je 26. rujna 1998. Pripada Apolonima. Po izduženoj putanji (perihel 0.953 AJ, afel 1.696 AJ) nagnutoj s obzirom na ekliptiku 1.62° obilazi Sunce za 556.355 dana. Nepravilna je oblika (535 m × 294 m × 209 m). Okreće se oko svoje osi s periodom od 12.13 sati. Površina mu je geološki mlada, nije izbrazdana velikim brojem udarnih kratera. Uzorci prikupljeni na planetoidu upućuju na to da je nastao od unutarnjih dijelova nekog većeg planetoida koji se raspao prije oko 8 milijuna godina. Nazvan po japanskom raketnom inženjeru Hideu Itokawi (1912. – 1999.).
Itokawa će se možda jednog dana sudariti sa Zemljom. Kako je Itokawa lomljiv asteroid teško će ga se u slučaju potrebe moći skrenuti i izbjeći njegove dijelove čak i kad se on uništi, odnosno razbije na manje dijelove. Asteroid Itokawa u odnosu na Zemlju juri brzinom od 200 000 kilometra na sat pa su zato i njegovi mali dijelovi opasni za život na Zemlji.

## Sizif
Sizif (1866 Sisyphus) je najveći planetoid u skupini Apolona, otkrio ga je 5. prosinca 1972. švicarski astronom Paul Wild (1925. – 2014.). Po izduženoj putanji (perihel 0.874 AJ, afel 2.914 AJ) nagnutoj s obzirom na ekliptiku 41.19° obilazi Sunce za 2.607 godina. Promjer mu je oko 8.5 km. Opaža se samo u Zemljinoj blizini. Nazvan je po Sizifu, korintskom kralju u grčkoj mitologiji.

## Najpoznatiji asteroidi iz skupine Apollo
| Naziv                  | Godina otkrića | pronalazač                                            |
| ---------------------- | -------------- | ----------------------------------------------------- |
| 2013 FW13              | 2013.          | Catalina Sky Survey                                   |
| 2013 RH74              | 2013.          | Catalina Sky Survey                                   |
| 2011 MD                | 2011.          | LINEAR                                                |
| 2011 EO40              | 2011.          | Mount Lemmon Survey                                   |
| 2010 AL30              | 2010.          | LINEAR                                                |
| 2009 WM1               | 2009.          | Catalina Sky Survey                                   |
| 2009 DD45              | 2009.          | Siding Spring Observatory, Australija                 |
| (386454) 2008 XM       | 2008.          | LINEAR                                                |
| 2008 TC3               | 2008.          | Catalina Sky Survey                                   |
| 2008 FF5               | 2008.          | Mount Lemmon Survey                                   |
| 2007 VK184             | 2007.          | Catalina Sky Survey                                   |
| 2007 TU24              | 2007           | Catalina Sky Survey                                   |
| 2007 WD5               | 2007           | Catalina Sky Survey                                   |
| 2007 OX                | 2007.          | Mount Lemmon Survey                                   |
| 2006 FV35              | 2006.          | Spacewatch                                            |
| 2006 HY51              | 2006.          | LINEAR                                                |
| 2006 SU49              | 2006.          | Spacewatch                                            |
| 2005 YU55              | 2005.          | R. S. McMillan, Steward Observatory, Kitt Peak, SAD   |
| 2005 HC4               | 2005.          | LONEOS                                                |
| 2005 WY55              | 2005.          |                                                       |
| (374158) 2004 UL       | 2004.          | LINEAR                                                |
| 2004 XP14              | 2004.          | LINEAR                                                |
| 2004 AS1               | 2004.          | LINEAR                                                |
| (89958) 2002 LY45      | 2002.          | LINEAR                                                |
| 2002 TD66              | 2002.          | LINEAR                                                |
| (137108) 1999 AN10     | 1999.          | LINEAR                                                |
| 1998 KY26              | 1998.          | Spacewatch                                            |
| 1997 XR2               | 1997.          | LINEAR                                                |
| 69230 Hermes           | 1937.          | Karl Reinmuth                                         |
| (53319) 1999 JM8       | 1999           | LINEAR                                                |
| (52760) 1998 ML14      | 1998.          | LINEAR                                                |
| (35396) 1997 XF11      | 1997.          | Spacewatch                                            |
| 25143 Itokawa          | 1998.          | LINEAR                                                |
| 1994 CC                | 1994.          | Spacewatch                                            |
| (175706) 1996 FG3      | 1996.          | R. H. McNaught, Siding Spring Observatory, Australija |
| 6489 Golevka           | 1991.          | Eleanor F. Helin                                      |
| 4769 Castalia          | 1989.          | Eleanor F. Helin                                      |
| 4660 Nereus            | 1982.          | Eleanor F. Helin                                      |
| 4581 Asclepius         | 1989.          | Henry E. Holt, Norman G. Thomas                       |
| 4486 Mithra            | 1987.          | Eric Elst, Vladimir Shkodrov                          |
| (4197) 1982 TA         | 1982.          | Eleanor F. Helin, Eugene Shoemaker                    |
| 4183 Cuno              | 1959.          | Cuno Hoffmeister                                      |
| 4179 Toutatis          | 1989.          | Christian Pollas                                      |
| 4015 Wilson-Harrington | 1979.          | Eleanor F. Helin                                      |
| 3200 Phaethon          | 1983.          | Simon F. Green, John K.Davies / IRAS                  |
| 2063 Bacchus           | 1977.          | Charles T. Kowal                                      |
| 1866 Sisyphus          | 1972.          | Paul Wild                                             |
| 1620 Geographos        | 1951.          | Albert George Wilson, Rudolph Minkowski               |
| (29075) 1950 DA        | 1950.          | Carl A. Wirtanen                                      |
| 1566 Icarus            | 1949.          | Walter Baade                                          |
| 1685 Toro              | 1948.          | Carl A. Wirtanen                                      |
| 2101 Adonis            | 1936.          | Eugène Joseph Delporte                                |
| 1862 Apollo            | 1932.          | Karl Wilhelm Reinmuth                                 |